# 美國植物學期刊
《美國植物學期刊》（英語：American Journal of Botany）（ISSN 0002-9122）為一本同儕評鑑的科學期刊，包含所有植物生物學方面的研究報告。該期刊是由美國植物學協會自1914年開始每個月出版。
1914年到1998年份的期刊，可透過學術期刊檔案庫（JSTOR）取得。

## 外部連結
- 美國植物學期刊 （页面存档备份，存于）
- 美國植物學期刊檔案庫 - 發行索引 （页面存档备份，存于），可搜尋